# GALACTICA/ギャラクティカ
「GALACTICA/ギャラクティカ」（または「バトルスター・ギャラクティカ」）（原題：Battlestar Galactica）は、米国Sci Fiチャンネルにて2004年から放送したTVドラマシリーズである。同国で1978年に放映されたTVドラマシリーズ『宇宙空母ギャラクティカ』（原題：Battlestar Galactica）のリブート作品である。

## 概要
2003年12月、序章となるミニ・シリーズがアメリカのSF専門チャンネルSci-Fiで2夜連続、合計4時間にわたって放送された。プロデューサーは、ロナルド・D・ムーアとデビッド・エイク。その後、ミニ・シリーズの好評を受けてTVシリーズが製作された。
2004年10月から始まったTVシリーズ本編は、途中にテレビ映画の特別編やネット限定エピソードをはさみながら全4シーズンで2009年3月に終了した。その後、スピンオフも2つ制作された。
SFとはいえ特殊メイクの異星人は登場せず、戦争と絶望・希望にゆれる重厚な人間ドラマを最新のVFX及び撮影法で写し取り、BGMが美しく彩ったことでアメリカ国内では極めて高い評価を得ている。VFX上の遠方の戦闘をあたかも本物のカメラで追っているようにズームやパンで追いかける有名な手法はこのドラマが初めて開発したものである。
また、前作オリジナルシリーズのストーリー及びキャラクターを踏襲しつつも、前作で男性であったキャラクターを女性に変更したり、新たなイメージのサイロンを登場させたりと、前作を尊重しつつ新たな路線へと変更させることに成功している。
日本では、2008年1月からスカパー!のスーパー!ドラマTVにおいて序章、およびシーズン1を初放送した。その後、2009年、2010年にかけて全シーズン、Razor、The Plan、および2015年にBlood & Chromeを放送した。3つあるネット限定作品のうちThe Resistanceはスーパー!ドラマTVサイト内にて公開された。
2009年1月からは地上波の日本テレビでも関東ローカルで序章とシーズン1、翌年にシーズン2を深夜に放送。地上波ではシーズン3と4、およびRazor、The Plan、Blood & Chromeおよびネット限定作品はいずれも未放送である。Capricaについてはスーパー!ドラマTVでも放送しておらず、日本未放送となっている。
米国では多くの賞をノミネートされ、受賞している。詳細はバトルスター・ギャラクティカの受賞・ノミネート一覧を参照。放送終了後10年を経ても高い評価が継続しており、2019年にニューヨーク・タイムズは「ザ・ソプラノズ以来のテレビドラマ・ベスト20」にこの番組をランクインさせた。

## あらすじ

### 第一次サイロン戦争
はるか彼方の宇宙にある人類の12コロニー惑星（コロニアル連合）。あるとき、人間が開発したロボット・人工知能であるサイロンが突如反乱を起こした。激戦の末、双方で休戦が宣言され休戦ラインを策定、戦争は終結した。人類は、サイロンのウイルスなどに対抗するため、コンピューターなどの最先端機器の大半を捨てた。両者は毎年休戦ライン上にある宇宙ステーションで会合を開くことになっていたが40年以上後の第二次サイロン戦争開始直前までサイロン側が現れたことはなかった。

### 第二次サイロン戦争（12コロニーの滅亡）
だが、サイロンは人間と見分けのつかない12タイプの人型サイロンを開発し、12コロニーに潜伏させていた。そのうちのモデルナンバー6の一体が、天才科学者ガイアス・バルターを誘惑し、コロニアル艦隊の防衛ネットワークへの秘密工作に成功する。そして休戦ステーションに人類側の使節が到着したその日、サイロン軍による12コロニーへの大規模核攻撃を含めた総攻撃が行われた。バルター博士開発の新型ネットワークを導入していたコロニアル艦隊は、ナンバー6によってうがたれたセキュリティ・ホールから送り込まれたコンピュータウイルスによって無力化され、なすすべもなく壊滅した。12コロニー惑星は無差別核攻撃によって滅び去り、何十億人もの人々が犠牲となった。こうして、第二次サイロン戦争はサイロンの一方的な勝利と人類世界の壊滅によって、わずかな時間で事実上終結した。

### 宇宙空母ギャラクティカ
コロニアル艦隊の主力である宇宙空母（バトルスター）のうち、この奇襲を生きのびることができたのは、第一次サイロン戦争の英雄であり、当時の戦訓にしたがって艦のネットワーク化をかたくななまでに拒んできたウィリアム・アダマ艦長率いる老朽艦ギャラクティカだけであった。開戦当時、惑星カプリカ近傍で博物館に改装される途中であったギャラクティカは、右舷が売店に改装済みである上、主力戦闘機群をサイロンのウイルス攻撃により失ってしまったが、展示用に収納されていた旧式戦闘機バイパーII型を使って、辛くも敵の襲来を生きのびた。

### 船団の逃走
一方、奇襲当時に宇宙空間にいて難を逃れた民間船は、唯一生き残ったコロニー政府閣僚であるローラ・ロズリン教育庁長官（大統領に昇格）の指示によって集結した。しかしそこにもサイロンの攻撃が迫り、ロズリン大統領はやむなく超光速ジャンプ能力を持たない数多くの民間船を置き去りにし、ギャラクティカと合流するに至った。そして、ロズリンは抗戦を主張するアダマを説得し、新天地をめざして未踏の宇宙空間への逃走を始めたのである。この人類最後の船団の構成人口はわずか5万人弱。

### 地球への長い旅
アダマは人々に希望を持たせるため、太古の伝説に語られる13番目のコロニー「地球」を最終目的地とすることを宣言した。だが、地球に至る道筋は誰も知らなかったのである。また、サイロンも人類殲滅をあきらめてはいなかった。人型サイロンは船団の中にも潜み、こうして長く絶望的なギャラクティカと人類船団の旅が始まった。

### 彷徨・絶望
ギャラクティカと船団の旅は長く、そして苦難に満ちたものとなった。サイロンの総攻撃を逃れたもう一隻の宇宙空母ペガサスと邂逅こそあったものの、潜伏する人型サイロンによる工作・疑心暗鬼、物資の不足、船団内での政治活動による人心の分裂で人々は疲れ果て、居住可能な惑星をニューカプリカと名付けて旅を終わらせようと試みる。だが安息の地はなくニューカプリカはサイロンに制圧されてしまう。サイロン占領下では、拷問を受ける者、抵抗を試みる者、市民を巻き込んだテロを行う者、進んでサイロンに協力して新秩序を守ろうとする者、様々な人間模様が交錯する中、占領下の人びとを救うべくアダマはギャラクティカに前代未聞の大気圏内FTLを伴う救出作戦を実行する。1万人以上の命とペガサスを失ってようやく得た自由。しかし地球はまだ見つからない。探索の途中でスターバックは機体ごと爆発して遭難するが、2カ月後に新品の機体で帰還する。100％本人だが遭難の記憶は無い。

### サイロン内戦
一方、サイロン内部でも新しい動きが始まる。「人類を虐殺したのは正しかったのか？」とセンチュリオンが自意識を持ち始めた時、人型サイロンたちの意見は分かれ、やがて一部の人型サイロンは人類との接触を試みる。船団では人型サイロン12モデル中の残り＝ファイナル5中の4モデルが「目覚めた」。想像もしていなかった事実が彼ら自身を困惑させていく。やがてサイロンの叛乱分子とギャラクティカは接触する。船団の物資の不足、ファイナル5が持つという「地球」の記憶、シャロン・バレリーとヒロの間に生まれたヘラの存在を架け橋として、これまで殺し合ってきた種族間の同盟が成立する。

### 地球の真実
しかし、ファイナル5の記憶が導いた「地球」は、恐るべき事実と絶望を船団に突きつける。コボルより旅立った13番目の部族とは人型サイロンであった。ファイナル5はかつてそこに暮らし、核戦争で滅亡したサイロン最後の生き残りだったのである。ダウンロード再生した彼らが、二千年の歳月を超えて12コロニーにたどりつき、新たに作成した人型サイロンが残りの7人であった。荒廃した「地球」への絶望、敵であるサイロンとの同盟に対する反発からギャラティカ艦内ではクーデターが発生し、新たな血が流されることになる。

### 最後の選択・そして遠い未来へ
アダマは艦の構造自体に限界を生じたギャラクティカを放棄し、同盟サイロンのベーススターを旗艦として再出発を一旦は決意する。しかし、ナンバー8に拉致されたヘラを救出するため、カビルが居るサイロン本拠地「コロニー」への遠征を決意する。生還は期待できない作戦は志願制で行われる。アダマ、リー、スターバック、ヒロ、シャロン、タイ、エレン、人間との協調を選んだ人型サイロンたち、自意識を持ったセンチュリオン、そして初めて他者のための行動を取ることを決意したバルター等を載せたギャラクティカは船団を離れて最後の戦いに赴く。多大な犠牲を払ってヘラの救出は成功した。崩壊するサイロンのコロニーから逃れるべくスターバックが打ち込んだFTLの座標に出現したギャラクティカ。竜骨は折れてもはや二度とジャンプできない。困惑する人々の前に現れた惑星は、衛星を一つ持った青く美しい姿で浮かんでいた。

## スタッフ
製作総指揮：ロナルド・D・ムーア、デビッド・エイク
- 製作副指揮：マーク・ヴァーヘイデン、マイケル・アンジェリ、マイケル・テイラー、トニ・グラフィア、ジェイン・エスペンソン
- コンサルティング・プロデューサー：グレン・A・ラーソン、マイケル・R・ジョイス、マーク・ヴァーヘイデン
- 監督：マイケル・ライマー、マイケル・ナンキン、ロッド・ハーディー、セルジオ・ミミカ＝ゲッツァン、エドワード・ジェイムズ・オルモス、ロバート・M・ヤング、ジェフ・ウールナフ、アラン・クローカー、フェリックス・エンロキューズ・アルカル、ウェイン・ローズ
- 脚本：ロナルド・D・ムーア、ブラッドリー・トンプソン、デイヴィッド・ウェドル、マーク・ヴァーヘイデン、マイケル・アンジェリ、アン・コフェル・ソーンダース、デイヴィッド・エイック、マイケル・テイラー、ジェイン・エスペンソン、ジェフ・ヴレイミング、トニ・グラフィア、カーラ・ロビンソン、マイケル・ライマー
- スーパーヴァイジング・プロデューサー：マイケル・テイラー
- プロデューサー：ハーヴィー・フランド、ロン・フレンチ、ブラッドリー・トンプソン、デイヴィッド・ウェドル、マイケル・ライマー
- ラインプロデューサー：ロン・フレンチ
- 副プロデューサー：ポール・M・レオナード、ブラッドリー・トンプソン、デイヴィッド・ウェドル
- アソシエイトプロデューサー：ポール・M・レオナード、シアン・マッカーサー、アンドリュー・セクリア、トリシャ・ブラナー
- 音楽
  - 作曲：リチャード・ギブス(パイロット版)、ベアー・マクレアリー(シリーズ全般)
  - 音楽エディター：ジョーダン・コーンゴールド
  - オーケストラル・エンジニア：ロバート・フェルナンデス
  - スコアミキサー：スティーヴ・カプラン
- 撮影：ジョエル・ランサム(パイロット版)、スティーヴン・マクナット(シリーズ全般)
- 編集：ダニー・クーパー、アンドリュー・セクリア、ジャック・グラヴェット、ジュリアス・ラムゼイ、マイケル・オハローラン、アネット・デイヴィー、スチュワート・スキル、マイケル・スターン
- キャスティング：ヘイク・ブランドスラッター、エリック・ドーソン、キャロル・クライツァー、コリーン・メイヤーズ、ロバート・J・ウルリッヒ、リズ・ディーン
- プロダクションデザイン：リチャード・ヒュードリン
- アートディレクション：ダグ・マクリーン
- セット装飾：シャーリー・インゲット
- 衣装デザイン：デボラ・エヴァートン、グレン・キャンベル
- 特殊メイクアップ効果デザイン：ビル・テレザキス
- キー・メイクアップアーティスト：リセ・クール、パトリシア・マレイ
- アシスタント・メイクアップアーティスト：ヘイリー・ミラー
- デイチェック・メイクアップアーティスト：キャロール・シンコックス
- メアリー・マクドネル専属メイクアップアーティスト：ミシェル・フレスキャック
- アシスタント・ヘアアーティスト：カーマイン・クラーク
- ファブリケイター：J・P・マス、ヴィンス・ヨシダ
- ユニットマネージャー：クレイグ・フォレスト
- プロダクションマネージャー：ロン・フレンチ、クリス・ルドルフ、クレイグ・フォレスト
- 第1助監督：ピーター・ダシュキウィッチ
- 第2助監督：ブラッド・ジューベンヴィル
- 第3助監督：サラ・アーヴィン
- 特殊効果
  - 特殊効果技術者：ダグラス・W・ベアード
  - 特殊効果コーディネイター：テリー・ソンダーホフ
  - 特殊効果アシスタント：ロバート・イェーガー
  - 特殊効果：ケネス・トムソン・ジュニア(クレジットなし)
- 視覚効果
  - 視覚効果プロデューサー：クリステン・ブラナン、マーク・スパンティー
  - コンセプトデザイナー：エリック・チュー
  - デザイン・スーパーヴァイザー：マーク・ラスムッセン
  - 視覚効果スーパーヴァイザー、ミニチュア撮影：ゲイリー・ハッツェル
  - リード視覚効果コンポジッター：パティ・ギャノン、クリストファー・ジョーンズ
  - デジタル・コンポジッター：ショーン・アップル、ジョエル・アッシュマン、スティーヴン・メイヤー
  - 3Dモデラー：ウィリアム・L・アランス
  - 視覚効果コーディネイター：ラウル・ボロニーニ
  - クリエイティヴディレクター：クリス・ジョン・ジョーンズ
  - プリヴィジュアリゼイション・アーティスト：ポール・メイプルズ
  - デジタル効果スーパーヴァイザー：エミール・エドウィン・スミス
  - CGスーパーヴァイザー：リー・ストリンガー
  - コンピューターグラフィックス・アーティスト：ロブ・ボンチャン
  - デジタル・アーティスト：ロバート・J・ボールドウィン、コリー・ブラモール、ジェイミー・クラーク、ジャロッド・デイヴィス、エイラム・グランジャー、ガブリエル・カーナー、エロール・レイニアー、テリー・ナース、ファビオ・パサロ、ケヴィン・クアトロ、ジョン・ローゼンタール、カイル・タッチャー、ジェス・トヴス
  - 視覚効果：ジョゼ・ペレズ
  - 視覚効果アニメーター：マーク・シャイマー
  - ペイント/グラビアアーティスト：ニナ・ユーン
  - 効果プロダクション・アシスタント：ジェフリー・クイン

## キャスト
- ウィリアム・アダマ - エドワード・ジェームズ・オルモス（声：坂口芳貞） 宇宙空母ギャラクティカの艦長
- ローラ・ロズリン - メアリー・マクドネル（声：佐藤しのぶ）大統領。
- リー・アダマ - ジェイミー・バンバー（声：千葉進歩）戦闘機隊長。コールサインは「アポロ」。アダマ艦長の息子。
- カーラ・スレイス（英語版） - ケイティー・サッコフ（声：本田貴子）戦闘機パイロット。コールサインは「スターバック」。
- シャロン・バレリー - グレイス・パーク（声：林真里花）戦闘機パイロット。コールサインは「ブーマー」。
- ガイアス・バルター - ジェイムズ・キャリス（英語版）（声：宮本充）天才科学者。
- ナンバー6（英語版） - トリシア・エルファー（声：浅野まゆみ）ヒューマノイドのサイロン。

- ソール・タイ - アダマ艦長の旧友でギャラクティカの副艦長（副長）。
- エレン・タイ - ソール・タイの妻。
- カール・アガソン - ギャラクティカ乗組員。コールサインは「ヒロ」。
- ガレン・チロル - ギャラクティカ整備班のチーフ。
- フィリックス・ゲイタ - ギャラクティカ乗組員。
- アナスタシア・デュアラ - ギャラクティカ乗組員。愛称は「ディー」。
- サムエル・アンダース - カプリカで生き残った人類レジスタンスのリーダー。
- ヘレナ・ケイン - 提督。宇宙空母ペガサスの艦長。
- トム・ザレック - 元テロリストの経歴を持つ政治家。演じるリチャード・ハッチはオリジナル・シリーズでアポロを演じていた。
- ドラル - ジャーナリスト。
- サイモン - 医師。
- ディアナ - ジャーナリスト。
- レオーベン・コノイ - 武器商人。
- ブラザー・カビル - 船団の聖職者。

## エピソード・リスト
2003年に放送されたミニ・シリーズ「序章」は事実上の第一話であるため、未視聴の場合は物語の把握が困難となる恐れがある。視聴時には注意。

### ミニ・シリーズ版
- スーパー!ドラマTV放映版（2分割放映）邦題 - 『バトルスター・ギャラクティカ 序章  前後編 』（2008年1月9日放映）[5]
- 日本テレビ放映版（地上波、4分割放映）邦題 - 『序章1』～『序章4』（2009年1月6日放映）[9]

### 第1シーズン
2004年10月18日から米国のSci Fiチャンネルで放映。日本では2008年1月23日からスカパー!のスーパー!ドラマTVで放映された。2009年2月4日から地上波の日本テレビで放送された。
| No. | No. | 邦題                   | 原題                         |
| --- | --- | ---------------------- | ---------------------------- |
| 1   |     | 33分の恐怖             | 33                           |
| 2   |     | ウォーター             | Water                        |
| 3   |     | 囚人ザレック           | Bastille Day                 |
| 4   |     | 悔恨の祈り             | Act of Contrition            |
| 5   |     | 帰還不能               | You Can't Go Home Again      |
| 6   |     | 魔女狩り               | Litmus                       |
| 7   |     | 裏切りの告発           | Six Degrees of Separation    |
| 8   |     | 神が導くもの           | Flesh and Bone               |
| 9   |     | バルターの憂鬱         | Tigh Me Up, Tigh Me Down     |
| 10  |     | 聖なる予言             | The Hand of God              |
| 11  |     | 暗殺者の影             | Colonial Day                 |
| 12  |     | コボル上陸作戦（前編） | Kobol's Last Gleaming, Part1 |
| 13  |     | コボル上陸作戦（後編） | Kobol's Last Gleaming, Part2 |

### 第2シーズン
2005年7月15日から米国のSci Fiチャンネルで放映。日本では2008年9月17日からスカパー!のスーパー!ドラマTVで放映された。2010年2月16日から地上波の日本テレビで放送された。
| No. | No. | 邦題               | 原題                          |
| --- | --- | ------------------ | ----------------------------- |
| 1   | 14  | 船団崩壊           | Scattered                     |
| 2   | 15  | 暗闇の谷           | Valley of Darkness            |
| 3   | 16  | 戒厳令             | Fragged                       |
| 4   | 17  | レジスタンス       | Resistance                    |
| 5   | 18  | ファーム           | The Farm                      |
| 6   | 19  | 地球への道（前編） | Home, Part 1                  |
| 7   | 20  | 地球への道（後編） | Home, Part 2                  |
| 8   | 21  | 真実の報道         | Final Cut                     |
| 9   | 22  | ブラックバード     | Flight of the Phoenix         |
| 10  | 23  | ペガサス           | Pegasus                       |
| 11  | 24  | 再生船（前編）     | Resurrection Ship, Part 1     |
| 12  | 25  | 再生船（後編）     | Resurrection Ship, Part 2     |
| 13  | 26  | 啓示               | Epiphanies                    |
| 14  | 27  | 欲望の構図         | Black Market                  |
| 15  | 28  | 傷跡               | Scar                          |
| 16  | 29  | 悲劇の銃弾         | Sacrifice                     |
| 17  | 30  | ペガサスを継ぐ者   | The Captain's Hand            |
| 18  | 31  | ダウンロード       | Downloaded                    |
| 19  | 32  | 審判の日（前編）   | Lay Down Your Burdens, Part 1 |
| 20  | 33  | 審判の日（後編）   | Lay Down Your Burdens, Part 2 |

### The Resistance
「バトルスター・ギャラクティカ　WEBシリーズ　「レジスタンス」」全10話。ショートムービー・シリーズ。
サイロンが侵略した後の惑星ニューカプリカでの出来事が舞台で、サイロンの占領に対する抵抗の活動を描く。
第2シリーズ終了後、米国で2006年9月から10月にかけてネットのみで公開された。日本では、2009年2月にスカパー!のスーパー!ドラマTVのサイト内で配信された。

### 第3シーズン
2006年10月6日に米国のSci Fiチャンネルで放映。日本では2009年3月4日にスカパー!のスーパー!ドラマTVで放映された。
| No. | No. | 邦題                 | 原題                                 |
| --- | --- | -------------------- | ------------------------------------ |
| 1   | 34  | ニュー・カプリカ     | Occupation                           |
| 2   | 35  | 反乱分子             | Precipice                            |
| 3   | 36  | 大脱出（前編）       | Exodus, Part 1                       |
| 4   | 37  | 大脱出（後編）       | Exodus, Part 2                       |
| 5   | 38  | 罪と罰               | Collaborators                        |
| 6   | 39  | 感染                 | Torn (1)                             |
| 7   | 40  | 魂の救済             | A Measure of Salvation (2)           |
| 8   | 41  | 英雄の証             | Hero                                 |
| 9   | 42  | 心の闘い             | Unfinished Business                  |
| 10  | 43  | 死の航路             | The Passage                          |
| 11  | 44  | ジュピターの目       | The Eye of Jupiter (1)               |
| 12  | 45  | 5つの光              | Rapture (2)                          |
| 13  | 46  | 選ばれし者           | Taking a Break from All Your Worries |
| 14  | 47  | 父として 兵士として  | The Woman King                       |
| 15  | 48  | ある1日              | A Day in the Life                    |
| 16  | 49  | サボタージュ         | Dirty Hands                          |
| 17  | 50  | 真実の扉             | Maelstrom                            |
| 18  | 51  | 惜別                 | The Son Also Rises                   |
| 19  | 52  | 運命の十字路（前編） | Crossroads, Part 1                   |
| 20  | 53  | 運命の十字路（後編） | Crossroads, Part 2                   |

### Razor
「バトルスター・ギャラクティカ RAZOR」101分。テレビ映画。
ペガサス乗員の視点から見た第二次サイロン戦争。
第3シーズン終了後、2007年11月12日に米国の劇場で限定公開。その後11月24日にSci Fiチャンネルで放送され、さらに1週間後にDVDが発売された。日本では2009年9月5日にスカパー!のスーパー!ドラマTVで放映された。

### 第4シーズン
2008年4月4日に米国のSci Fiチャンネルで放映。日本では2010年2月7日にスカパー!のスーパー!ドラマTVで放映された。
| No. | No. | 邦題             | 原題                           |
| --- | --- | ---------------- | ------------------------------ |
| 1   | 54  | 地球からの使者   | He That Believeth in Me        |
| 2   | 55  | 許されざる道     | Six of One                     |
| 3   | 56  | 絡まる悪夢       | The Ties That Bind             |
| 4   | 57  | 神々からの離反   | Escape Velocity                |
| 5   | 58  | 彷徨の果て       | The Road Less Traveled         |
| 6   | 59  | 信念の鎖         | Faith                          |
| 7   | 60  | 招かれざる者たち | Guess What's Coming to Dinner? |
| 8   | 61  | 離愁             | Sine Qua Non                   |
| 9   | 62  | 還るべき場所     | The Hub                        |
| 10  | 63  | 終止符           | Revelations                    |
| 11  | 64  | 灰色の大地       | Sometimes a Great Notion       |
| 12  | 65  | 崩壊の序曲       | A Disquiet Follows My Soul     |
| 13  | 66  | 尊き誓い         | The Oath                       |
| 14  | 67  | 血の革命         | Blood on the Scales            |
| 15  | 68  | 5人の創造主      | No Exit                        |
| 16  | 69  | サイロンの血     | Deadlock                       |
| 17  | 70  | 連弾             | Someone to Watch Over Me       |
| 18  | 71  | 死の宣告         | Islanded in a Stream of Stars  |
| 19  | 72  | 黎明紀（PART 1） | Daybreak, Part 1               |
| 20  | 73  | 黎明紀（PART 2） | Daybreak, Part 2               |
| 21  | 74  | 黎明紀（PART 3） | Daybreak, Part 3               |

### The Plan
「バトルスター・ギャラクティカ THE PLAN」119分。テレビ映画。
第1、第2シーズンをサイロン側の視点で描き、シリーズ全体を新たな視点で俯瞰する。
第4シーズン終了の半年後、2009年10月27日に米国でまずDVD・Blu-ray及びダウンロード販売され、2010年1月10日に米国のSci Fiチャンネルで放映。日本では2010年9月4日にスカパー!のスーパー!ドラマTVで放映された。

### Caprica
「Caprica」全19話。
本編の58年前を舞台とし、サイロン誕生時を描く。2010年1月放送。日本は未放送。

### Blood & Chrome
「バトルスター・ギャラクティカ BLOOD & CHROME」全10話。
Capricaと本編との間に起こった出来事を描く。第一次サイロン戦争の10年目を舞台に、若きパイロット、ウィリアム・アダマがコロニアル艦隊の1つであるギャラクティカに配属されるストーリーである。
2012年11月9日にまずネット配信され、その後2013年2月10日に米国のSci Fiチャンネルで放映。日本では2015年12月5日にスカパー!のスーパー!ドラマTVで放映された。

## 主な用語
- バトルスター - コロニアル艦隊の主力艦で、現実の戦艦と空母が混ざったような構造を持つ。第二次サイロン戦争勃発時の稼動艦は全軍で120隻で、複数の艦種がある。日本語翻訳では「宇宙空母」と呼ばれる。

- ドラディス (DRADIS) - Direction, RAnge, and DIStanceの略。いわゆるレーダー。サイロンレイダーと区別するため、との説がある。
- コボル12コロニー - 人類発祥の惑星であるコボルを脱出した13の部族のうち12の部族が作ったとされる12の植民星、またはその連合政府。連合政府の正式名称はコロニアル。政府の首長は大統領。12コロニーの各代表が集まる評議会は代表者会議 (Quorum) と呼ばれている。12コロニーの名前は黄道十二宮をもじったものであり、ABC順にアイレロン、アクアリア、キャンセロン、カプリカ、ジェミノン、レオニス、リブラン、パイコン、サジタロン、スコルピア、タウロン、バーゴン。うちカプリカが政治・経済の中心地であり、おそらくは連合政府所在地であった。パイコンにはコロニー艦隊司令部があった。
- FTL - Faster Than Light の略で、いわゆる超光速航法。計算を間違えると予定とは全く違う座標に飛んだり惑星の内部に飛んでしまったりする。FTL航行には専用機関であるFTLドライブが必要で、コロニアル政府・軍・民問わず普及しているが、艦船全てに装備されているわけではなく、サイロンによる攻撃の際ドライブを装備していない船は取り残された。サイロン軍も装備しており、コロニー政府のものより高性能である。英語版ではジャンプ (jump) と言うが、最初に発売された日本語版ミニシリーズの日本語訳ではワープとされている。なおTVシリーズ日本語版放映にともない、「ジャンプ」で統一された。
- チリューム（ティリウム） - 全ての船で使用している燃料。チリューム鉱石から生成される。
- トランスポンダー - 敵味方を識別する為に使用する機器。あるいは追跡用の発信機。
- コボル - 人類発祥の地とされる伝説上の惑星。
- コボルの神々 - 神話でコボルにいたとされる神。コロニアルは多神教で、ギリシャ神話の神々を信じている。対するサイロンは一神教。
- Frak - 英語版のみ。Fuckの代わりに使われている。
- CNP - Command Navigation Programの略。コロニアル艦隊全艦船の95％が装備するオペレーティングシステム。コンピュータネットワークの高速化及び艦船間・基地間のデータリンクの効率化を両立する高性能ソフトウェアである。バルター博士により開発されたことになっているが、実に半分以上のプログラムが博士に取り入った人型サイロンであるNo.6により書き込まれており、この中には、サイロンの信号により艦船のシステムダウンを引き起こすセキュリティホールも含まれていた。
- CAG - Commander of Air Groupの略。バイパー、ラプターを含む空母航空隊の隊長を意味する。
- Skinjob - 人型サイロンのこと。
- センチュリオン - サイロンの兵士。自律意識は不完全だが高い戦闘能力を誇る。
- レイダー - サイロンの無人戦闘機。センチュリオンと同様不完全ながら自律意識を備える。センチュリオンの上陸部隊が搭乗できる大型タイプをヘビー・レイダーと呼ぶ。
- ベース・スター - 多数のレイダーを格納するサイロンの母艦。二本のＹ字が互い違いに重なったような形をしている。核兵器も備え、人型サイロンの住居を兼ねている。
- ダウンロード（再生） - サイロン個体（レイダーなどの戦闘機も含む）が死亡あるいは破壊された際に、それまでの経験や記憶が同モデルの別個体（予備個体）に転送され活動を再開させることを言う。つまり「生き返る」こととなる。転送内容は他のコピー個体にも共有される。再生施設は、サイロンの本拠地及び占領したコロニアル惑星に置かれているようで、有効範囲が設定されており、範囲外で行動する場合は、再生設備を装備した再生船を随伴させる。有効範囲外で死亡した場合、そのサイロンは二度と再生されない。つまり完全に「死ぬ」。ここまでは万能なシステムのように思えるが、死亡時の痛みや身体的異常（ウイルス感染など）も転送してしまうため、時に種族としての壊滅的危機を誘発する危険なシステムでもある。
- ファイナル5 - 残る5人の人型サイロンのこと。正体はサイロンたちにも不明で、サイロンの運命と地球への道筋の謎の鍵をにぎるという。

## 宇宙艦船、宇宙戦闘機
コロニアル艦隊
- バトルスター・ギャラクティカ - 船団を護衛する宇宙空母。第二次サイロン戦争勃発時には老朽化のため退役し第一次サイロン戦争博物館となる予定だった。バイパーを約40機搭載する。
- バトルスター・ペガサス - ドックに停泊時にサイロンの攻撃を受けたが改修中の為にギャラクティカと同様に通信ネットワークを切っていた為、生き延びていたもう一隻の宇宙空母。シーズン2の中盤からシーズン3の序盤にかけて活躍する。
- コロニアル・バイパー - 艦隊の戦闘機。機関砲（オリジナルシリーズではレーザー砲）とミサイル等を装備。複数のバージョンがあり、最新型はマーク7。FTLドライブは装備されていない。
- コロニアル・ラプター - 艦隊の偵察機。戦闘能力はほとんど持たないが、高度なレーダー性能を持つ。簡易型のFTLドライブを装備。
- コロニアル・ブラックバード（愛称：ローラ） - 物資が欠乏する中、あり合わせのパーツで作られた戦闘機。高度なステルス性を有した。なお、愛称は大統領のローラ・ロズリンからきている。ラプターのものと同型のFTLドライブを装備している。

船団
ギャラクティカと客船、採掘船など60数隻の民間船から成り立っている。
- コロニアル・ワン - 大統領が搭乗する船。元は客船「コロニアル798便」であったが、乗船していたロズリン長官が大統領に昇格就任したため、船長が「コロニアル・ワン」と呼び替えた。
- クラウド9 - 豪華客船。船団で最も娯楽施設に富んだ船。惑星ニューカプリカ到着前、惑星から1光年の場所で、人型サイロンNo.6タイプ「ジーナ」が核弾頭を起爆させたため、周辺の宇宙船複数を巻き込み大爆発を起こした。この爆発の放射線輻射を検知したサイロンにニューカプリカを発見されることになる。

サイロン艦隊
- サイロン・ベーススター - サイロンの宇宙母艦。
- サイロン・レイダー - サイロンの戦闘機。リ＝イマジングシリーズにおいてはシーズン3の時点で2タイプのレイダーが登場している。機関砲と核弾頭搭載可能なミサイルを装備している。バイパーと違いFTL航行可能。
- リザレクション・シップ（再生船） - サイロンが惑星などに設置する再生システムの効果範囲外で行動する際、再生システムを代行するため艦隊に随伴する宇宙船。本拠地や惑星のシステムから離れ、なおかつこの船が近くにいない場合にサイロンが死亡（破壊）されると、二度と再生されない。FTLドライブ装備。非武装。

## メインタイトル
アバン終了後に流れるメインタイトルは、前半がパイロット版ミニシリーズ由来のカット、後半がその回放映分より抜粋したカットの連続となっている。なお、米国版第1シーズンのみは背後に流れるメインテーマが歌詞のない別の曲となっている。他国放映版と第2シーズン以降はすべて共通である。この共通メインテーマで歌われている歌詞は、サンスクリット語『リグ・ヴェーダ』中にある「ガーヤトリー・マントラ」（下記）である。

Om bhūr bhuvah svah
tat savitur varēnyam
bhargō dēvasya dhīmahi
dhiyō yō nah pracōdayāt

死すべき者、不死なる者、神なる者の上に平和あれ
わが瞑想は太陽神の最も輝ける光のため
われらが知の力、神が掻き立て給わんことを
（かくして、正しき時に正しきおこないをなす霊感を授からんことを）
（『リグ・ヴェーダ』-3.62、訳：浜田吾愛）

## 音楽
当番組は多くの賞に輝く作品であるが、とりわけ音楽の評価が高い。音楽の担当は映像作品のサウンドトラックを多く手掛けているベアー・マクレアリーであり、多くの賛辞が各メディアから寄せられた。
オリジナル・サウンドトラック盤CD
アメリカのラ・ラ・ランド・レコーズ (La-La Land Records) より、パイロット版と各シーズン毎、スピンオフ長編ドラマスペシャルのオリジナル・サウンドトラック盤CDが順次発売されている。詳細はMusic of Battlestar Galactica (2004 TV series)を参照。
日本版オリジナル主題歌（日テレ地上波放映時のエンディング）
- パイロット版、第1シーズン - ken「Deeper」
- 第2シーズン（「ペガサス」まで） - BUCK-TICK「独壇場Beauty」
- 第2シーズン（「再生船(前編)」〜） - MEGARYU「LOVE A LOVE feat.SEAMO」

## 映像商品
「GALACTICA/ギャラクティカ ブルーレイ バリューパック」（NBCユニバーサル・エンターテイメントジャパン、2013年～2015年発売） - 2025年現在で日本で安定して入手可能な物理ソフトはこれのみとなる。日本で放送された全てのエピソード（スピンオフや特別編含む）が発売されている。なお、生産自体はすでに終了しており、店頭在庫のみである。同時期に出たDVD版も生産終了、店頭在庫はほぼ完売となっている。
ネット配信については2025年現在、日本国内で視聴できるサイトはない。

## 派生ゲーム

### ボードゲーム
Battlestar Galactica: The Board Game - 2008年に米Fantasy Flight Games社から出版された多人数用ボードゲーム。
- ペガサス・エキスパンション

2009年発売の第一拡張セット。第2シーズンから第3シーズン序盤までの再現をテーマにしている。新要素として、バトルスター・ペガサスが参戦でき、これに伴って人類側の追加キャラクター（ケイン、ディー、キャット、エレン）が使用できる。また、船団中に潜むサイロン・リーダー（カビル、レオーベン、ナンバー6）をキャラクターとして使える。最終目的地はニュー・カプリカになり、到達した時点でニュー・カプリカ・フェイズが開始される。専用のボード上で進行し、ギャラクティカによる人類救出が成功すれば人類側勝利となる。
- エクソダス・エキスパンション

2010年発売の第二拡張セット。第3シーズンの再現をテーマにしている。追加キャラクター（トーリ、キャシー、サムエル、ゲイタ）が投入される。サイロン艦隊の襲来は専用のボードで管理されるようになる。最終目的地には、第3シーズンのフィナーレを再現する「クロスロード」フェイズが用意され、人類とサイロンの思想選択が勝敗を決する。また、サイロン側には個人的勝利条件が付加され、ファイナル5も登場する。
- デイブレイク・エキスパンション

2013年発売の第三拡張セット。第4シーズンの再現をテーマにしている。人類側には艦内反乱の要素が、サイロン側にはサイロン内戦の要素が加わっている。この拡張に登場する「故郷の探索」によって、人類はついに地球に到達することができる。

### PCゲーム
- Battlestar Galactica Online - 2011年から2019年までサービスしていたブラウザベースのMMORPG。
- Battlestar Galactica Deadlock（英語版） - 2017年にリリースされたストラテジーゲーム。

## その他
- 日本ではタイトル表記にばらつきが見られる。
  - スーパー!ドラマTV邦題 - 『バトルスター・ギャラクティカ』
  - 地上波TV邦題 - 『ギャラクティカ』、または『GALACTICA』
  - BS邦題 - 『Battlestar Galactica』
  - DVD邦題 - 『GALACTICA/ギャラクティカ』
- 日テレ地上波でパイロット版と第1シーズンが放映された際に、番組の最後に特典コラム映像が付けられた回があった。内容は主にブーマー役のグレイス・パーク来日時の新宿バルト9における舞台挨拶風景や、小分けに撮影された彼女へのインタビューで、他に日テレ版主題歌を歌ったkenへのインタビューもあった。
- ポリゴン・ピクチュアズが『シドニアの騎士』をNetflixに売り込む際、「世界観はバトルスター・ギャラクティカ」という説明をした[21]。